# Chaco
Chaco ou Gran Chaco (do quíchua: chacu, "diversidade de coisas animadas ou inanimadas que existem.") é uma região geográfica da América do Sul. Possui aproximadamente 1 280 000 quilômetros quadrados e abrange partes dos territórios da Bolívia, Argentina, Paraguai e Brasil.
Caracteriza-se por muitos ecossistemas e climas distintos, que variam dos pampas a florestas e semiárido. As temperaturas oscilam entre -7 graus Celsius no inverno e 47 graus Celsius no verão. O regime de chuvas também é bem diversificado, indo de 400 milímetros ao ano na região oeste até atingir 1 600 milímetros já próximo a Assunção, no Paraguai.

## Localização
O Gran Chaco é uma vasta planície de floresta e selva. Ao norte, se estende para o norte do paralelo 16 graus sul, em Santa Cruz de la Sierra, na Bolívia; a leste, abrange as encostas ocidentais do Pantanal, no Brasil, e as bacias dos rios Otuquis e Parapetí, sendo delimitado pelo rio Paraná; para o sul, atinge o norte da província de Córdoba, na Argentina; a oeste, abrange o oeste do Altiplano Yungas. Assim, o Gran Chaco cobre 1 280 000 km² distribuídos entre os países da Argentina (40%), Bolívia (35%), Paraguai (20%) e Brasil (5%).O pantanal funciona como um grande reservatório de água e é considerado pela UNESCO como patrimônio natural mundial e reserva da biosfera, sendo assim considerado a maior planície inundada contínua do planeta, mesmo sendo uma fração da Bacia Hidrográfica do Rio da Prata.

## Subdivisões
É dividido de norte a sul em:
- Chaco Boreal, que se estende desde o Rio Pilcomayo, na latitude 16 graus sul, para o norte, abrangendo territórios boliviano e paraguaio.
- Chaco Central, que se estende entre o Rio Pilcomayo e o Rio Bermejo (este último, também conhecido como "Y pytã", termo guarani que significa "agua vermelha"[2]). Abrange território boliviano e argentino.
- Chaco Austral, que se estende desde o rio Bermejo até o entorno da lagoa de Mar Chiquita e confluência do Rio Salgado com o Rio Paraná, ou aproximadamente paralelo 30 graus sul, entre Argentina, Bolívia, Brasil e Paraguai.

## Clima
Embora nas latitudes onde o Gran Chaco se estende a região seja geralmente muito quente, o fato é que, devido aos regimes de ventos continental e sazonal (correntes de vento especialmente da Antártida), há grandes variações de calor entre o dia e a noite e entre as estações do ano. Assim, nas Grandes Salinas localizadas na extremidade sudoeste do Gran Chaco, no verão (principalmente em janeiro), as temperaturas ultrapassam 44 graus Celsius, enquanto que, nos arredores de Assunção, não são incomuns, para algumas noites julho (inverno), as temperaturas de quase 0 grau Celsius, e, no Chaco Tarijeño (perto de Villamontes e Yacuiba), ocorre queda de neve. Ou seja, são bastante comuns temperaturas abaixo de 5 graus celsius, apesar de sua localização muito ao norte do Trópico de Capricórnio. Já na parte sul da região, na Argentina, as temperaturas extremas podem passar dos 48 graus celsius.